# Martín Antonio Álvarez de Sotomayor y Soto-Flores
Martín Antonio Álvarez de Sotomayor y Soto-Flores, conte di Colomera (1723 – 1819), è stato un generale spagnolo.
Combattente in Italia nella guerra di successione polacca (1733-1735) e fu maresciallo di campo contro il Portogallo (1762).
Dal 1788 al 1790 fu viceré di Navarra. Durante la guerra di secessione americana fu direttore del blocco di Gibilterra. Fu sostituito nel 1795 al comando delle truppe spagnole.
Fu ministro e insignito dell'ordine di Carlo III. Morì senza discendenti.